# Viña Morales
Sharon García Magdayao (nacida el 17 de octubre de 1975 en Bogo, Cebú), conocida artísticamente como Viña Morales. Es conocida también por los títulos de la última intérprete de la Estrella de Oro, es una actriz y una popular cantante o intérprete ejecutante de música pop filipina. 

## Biografía
Viña Morales nació el 17 de octubre de 1975 en Bogo, Cebú, de madre española, Deanne García y padre filipino de origen cebuano, Enrique Magdayao. Además su hermana menor es la actriz y cantante Shaina Magdayao. Sharon García Magdayao alias Viña Morales, quien se crio y creció en su natal Bogo sabía ella que quería ser cantante. El compositor Fritz Malinao, reconoció el talento de Viña y le pidió que cantara una de sus composiciones como una entrada para el Festival de Música pop en Cebú. La canción, "Paglaum", ( "esperanza" en Visayan), no solo ganó el Gran Premio, sino también como "Mejor Intérprete" por la joven cantante. Viña y su familia se sorprendieron al saber que los representantes de las películas había evaluado su rendimiento. Ellos quedaron tan impresionados con su talento que de inmediato le ofrecieron un contrato de canto y actuación. Sus padres dedicados a los negocios y al comercio que tenían en Cebú se trasladaron a Manila.

## Carrera
La familia que residió diez años en Manila, confiaron en la carrera de Viña y así también como la de Mina del Rosario, una de las divas del cine filipino, se convirtió en su segunda madre adoptiva de Viña. Mina que se dio el nombre artístico de Sharon por Viña, tomado el nombre de su hija de Vanesa Viña. El único problema durante el camino artístico de Viña fue cuando solo ella hablaba inglés y cebuano. Aunque ella estaba residiendo en Manila, su tagalo ha ido mejorando rápidamente y pronto participó en su primera película, Nakagapos Puso na, en la que desempeñó junto a la sobrina de Tonton Gutiérrez. Otra película también protagonizada Viña, fue cuando participó junto a Sharon Cuneta.

## Vida personal
En el plano personal, Viña contrajo matrimonio con un empresario filipino de ascendencia china, Cedric Lee, con quien tuvo un hijo nacido en 2009.

## Shows en televisión
- Eso es Entretenimiento - GMA Red
- Sábado Ocio - Red de Evaluación
- Lira - GMA Network Lira - GMA Red
- Vina - ABC 5 Viña - ABC 5
- GMA Telecine Specials - GMA Network GMA Telecine Especiales - GMA Red
- GMA Love Stories - GMA Network Historias de Amor GMA - GMA Red
- SOP (Philippine TV series) - GMA Network SOP (serie de televisión de Filipinas) - Red de Evaluación
- Spotlight (Philippine TV series) - GMA Network Spotlight (serie de televisión de Filipinas) - Red de *Evaluación
- Young Love, Sweet Love - RPN Young Love, Sweet Love - RPN
- 1896 - ABC 5 1896 - ABC 5
- Notas de Amor - ABC 5
- Maalaala Mo Kaya - ABS-CBN Maalaala Mo Kaya - ABS-CBN
- Darating Ang Umaga - ABS-CBN Ang Darating Umaga - ABS-CBN
- María Flordeluna - ABS-CBN
- ASAP '08 - ABS-CBN ASAP'08 - ABS-CBN
- IKON Philippines - RPN IKON Filipinas - RPN
- Agua Bendita - ABS-CBN
- Araw Gabi - ABS CBN
- Kesaya Saya - Net 25

## Filmografía
- Sana'y Ikaw na Nga (2003)
- Sagot Kita Mula Hanggang Paa (2000) .... Sagot Kita Paa Hanggang Mula (2000) .... Celina
- Eto Na Naman Ako (2000) .... OCE Na Naman Ako (2000) .... Ana Maria Gómez Ana María Gómez
- Ang Boyfriend kong Pari (1999) .... Ang Novio Pari kong (1999) .... Reggie
- Ako'y Ibigin Mo... Ako'y Ibigin Mo. .. Lalaking Matapang (1999) Lalaking Matapang (1999)
- ' Di Pwedeng Hindi Pwede (1999) .... "Di Pwedeng hindi Pwede (1999) .... Kristin
- Lab en' Kisses (1997) .... Laboratorio en 'Besos (1997) .... Kisses Besos
- La historia de Sarah Balabagan (1997) .... Sarah Balabagan
- Wag na Wag Kang Lalayo (1997) Menear na Wag Kang Lalayo (1997)
- Abril Chicos' Sana'y Makapiling Muli Ako (1996)
- Huwag Mong Isuko esp Laban (1996)
- La historia de Flor Contemplación (1995) .... Russell Contemplación Russell Contemplación
- Campus de Niñas (1995)
- Notas de Amor (1995)
- Anghel na Walang Langit (1994)
- Butch Grepor Bélgica Historia (1994)
- Ang Pagbabalik ni Penduko Pedro (1994)
- La historia inédita: Vizconde Masacre 2 - Dios, ten piedad de nosotros (1994) .... Carmela Vizconde Carmela *Vizconde
- Alyas Robin en Batman (1993)
- Hanggang Saan Hanggang Kailan (1993)
- Kadenang Bulaklak (1993) .... Kadenang Bulaklak (1993) .... Jasmin Abolencia Jasmin Abolencia
- Sala de inicio sa, sa Lamig Sala (1993) .... Trina
- Miss Miss Kita na: Ang Uutol kong matón 2 (1992)
- Darna (1991) Darna (1991)
- Maging Sino Ka Man (1991) .... Loling
- Ang Utol kong matón (1991)
- Wooly Booly 2: Ang Titser kong exóticas (1990)
- Enemigo del Maestro N º 1 (1990)
- Petrang Kabayo 2: Ang ganda-ganda Mo (1990)
- Wootsie Tootsie (1990)
- Wooly Booly: Ang Classmate exóticas kong (1989)
- Estudyante Blues (1989)
- Abot Hanggang Sukdulan (1989)
- Bakit Iisa Lamang Puso esp (1989)
- Bondying: El Little Big Boy (1989)
- Ang Lahat Ito Pati na ng Langit esp (1989)
- Barbel capitán (1986)
- Puso Nakagapos na (1986)
- Binhi (1985)
- Kumander Bawang (1985)